# Desa Persiapan Terempa Selatan
Desa Persiapan Terempa Selatan is een bestuurslaag in het regentschap Kepulauan Anambas van de provincie Riau-archipel, Indonesië. Desa Persiapan Terempa Selatan telt 668 inwoners (volkstelling 2010).